# Tudia
Tudia o Tudiya es, según la Crónica real asiria, el primero de los reyes que habitaban en tiendas corti (2150 a. C.). Es decir, es el primer rey de Asiria según la tradición.
Se ignoran todos sus hechos, y no es aceptado por la historiografía moderna. Hay que considerarlo, por lo tanto, como un personaje totalmente legendario. Según la crónica, le sucedió el rey Adamu.
| Predecesor: - | Rey de Asiria h. 2150 a. C. | Sucesor: Adamu |